# Paragnetina media
Paragnetina media är en bäcksländeart som först beskrevs av Walker 1852.  Paragnetina media ingår i släktet Paragnetina och familjen jättebäcksländor. Inga underarter finns listade i Catalogue of Life.